# Quattro libertà

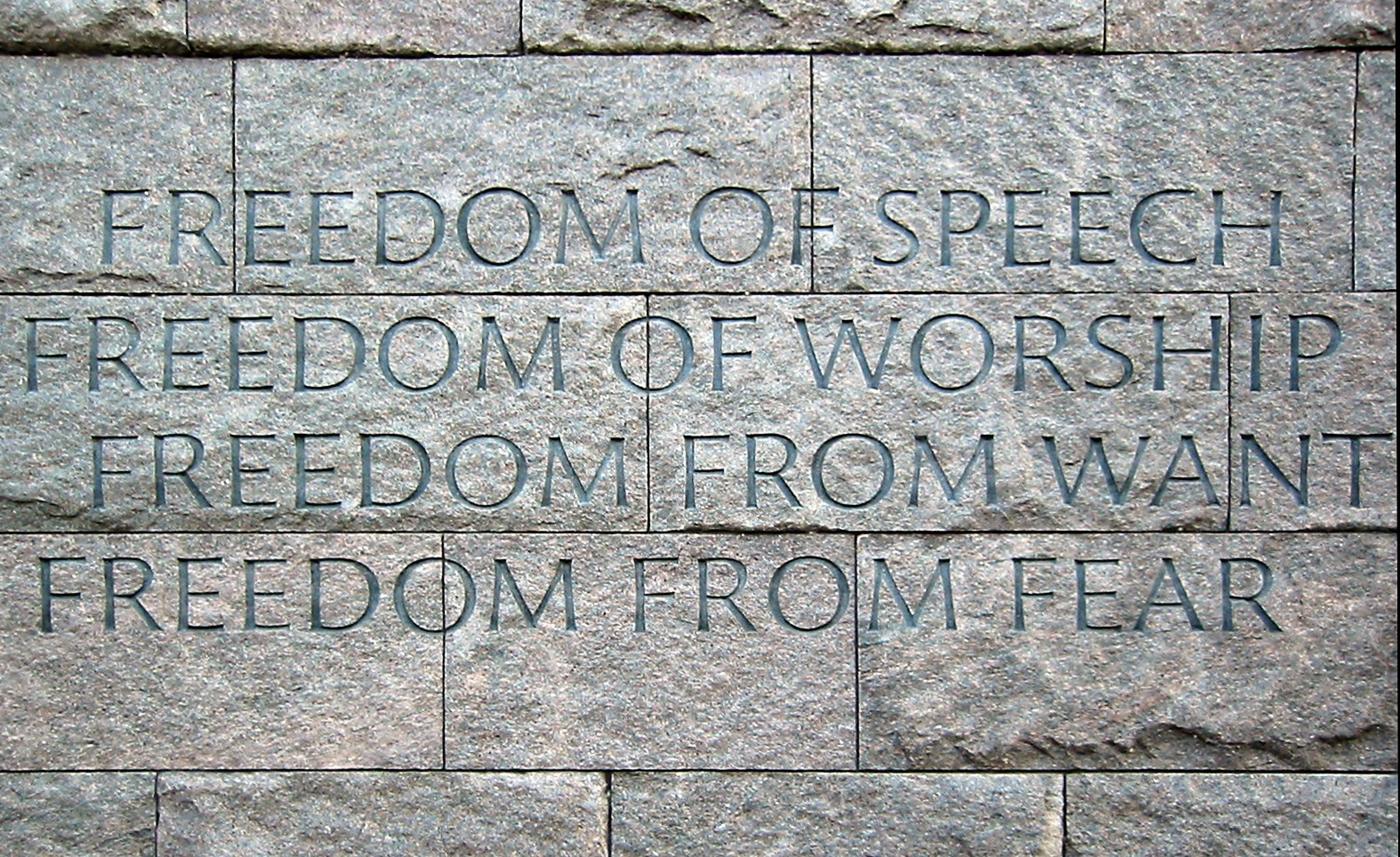
Incisione su pietra delle Quattro libertà di Franklin Delano Roosevelt

Quella delle quattro libertà è una dottrina politica del presidente statunitense Franklin Delano Roosevelt esplicitata il 6 gennaio 1941 nell'annuale Discorso sullo stato dell'Unione. 
Erano quattro obiettivi fondamentali, libertà di cui "ogni persona nel mondo dovrebbe godere":
- Libertà di espressione
- Libertà religiosa
- Libertà dal bisogno, dalla miseria
- Libertà dalla paura

Roosevelt proclamò questo discorso 11 mesi prima dell'attacco giapponese a Pearl Harbor, che portò all'entrata degli Stati Uniti nella Seconda Guerra Mondiale. Il discorso sullo Stato dell'Unione davanti al Congresso fu principalmente sulla sicurezza nazionale e sulla minaccia alle altre democrazie, che la guerra stava mettendo a rischio nell'emisfero orientale. Nel suo discorso interruppe la tradizione non interventista che fino ad allora aveva caratterizzato la politica estera statunitense.
In questo discorso, Roosevelt riassunse i valori democratici dietro un consenso trasversale per un coinvolgimento internazionale della nazione, che si era ormai consolidato. Una famosa citazione del discorso profetizzò questi valori: "Così come gli uomini non vivono di solo pane, non combattono solo con le armi". 
Nella seconda metà del discorso, elencò i benefici della democrazia, che includono opportunità economica, occupazione, sicurezza sociale e la promessa di un adeguato sistema sanitario. Le prime due libertà, opinione e religione, sono protette dal Primo emendamento della Costituzione degli Stati Uniti d'America. L'inclusione delle altre due libertà andò oltre i tradizionali valori costituzionali protetti dal Bill of Rights. Roosevelt voleva sostenere un concetto più ampio di diritti umani e anticipò quello che sarebbe diventato il paradigma della sicurezza nelle scienze sociali e nello sviluppo economico. Incluse anche la libertà dalla paura, contro l'aggressione fra nazioni, aprendo la strada alla creazione delle Nazioni Unite.